# Taras Danko
Taras Danko (n. 3 iulie 1980, Kiev, RSS Ucraineană, URSS) este un luptător ce a reprezentat Ucraina, medaliat olimpic. A participat la 2 ediții ale Jocurilor Olimpice (2004, 2008) în care a câștigat o medalie de bronz.